# HomePod

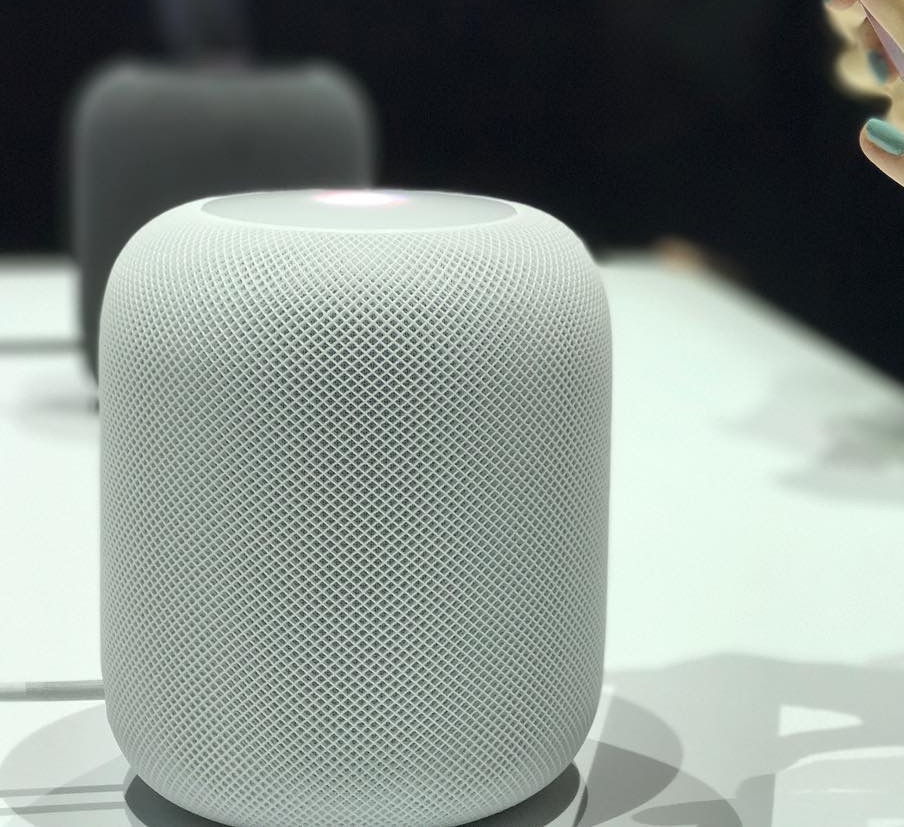
HomePod смарт-динамик Apple на WWDC 2017

HomePod — беспроводной смарт-динамик, разработанный компанией Apple, снабженный голосовым управлением и использующий в своей работе облачный персональный голосовой помощник Siri, работающий по принципу вопросно-ответной системы. Продукт был объявлен 5 июня 2017 года на конференции WWDC 2017.
Продажи «умного» динамика начались в США, Великобритании и Австралии 26 января 2018 года по цене 349 $, а доставка — с 9 февраля.
12 марта 2021 года Apple заявила о завершении производства оригинального HomePod в пользу HomePod mini.
18 января 2023 года Apple выпустила полноразмерную умную колонку HomePod 2-го поколения с поддержкой стандарта умного дома Matter, поумневшей Siri, улучшенным звуком и новыми датчиками.

## Особенности
Apple HomePod может напрямую работать с интернет-сервисом Apple Music и воспроизводить плейлисты, вне зависимости от того, на каких устройствах они были созданы. Он способен к неограниченному речевому взаимодействию с пользователем, воспроизведению музыки, аудиокниг, трансляции подкастов, через него можно узнать новости, прогноз погоды, информацию о пробках на дорогах, о ближайших спортивных мероприятиях, установить будильник, оформить список задач в персональном расписании (поставить напоминания) и другое.
При наличии настроенной программной платформы HomeKit он также может управлять несколькими домашними смарт-устройствами, такими, как смарт-шторы, смарт-кондиционеры, смарт-холодильник, умным освещением и прочими «умными» бытовыми электроприборами, представляя из себя центральный узел умного дома.
Помимо голосовых команд, для управления HomePod можно прикасаться к верхней панели колонки:
- Для запуска Siri надо удержать палец на панели;
- Одно прикосновение запускает и приостанавливает воспроизведение музыки;
- Два прикосновения переключают музыку на следующий трек;
- Три прикосновения возвращают воспроизведение на предыдущий трек.
- Для регулировки громкости на колонке есть выделенные клавиши «+» и «-».

При совершении телефонных звонков вы всегда можете слушать и разговаривать с собеседником через HomePod. Для этого необходимо принять вызов на сопряженном iPhone, после чего выбрать динамик в качестве приоритетного метода вывода звука. В этом случае вы сможете оставить телефон где-нибудь в стороне, а управлять вызовом — нажатиями на сенсорную панель.
Несмотря на то что HomePod не распознает голоса разных пользователей, динамик узнает, что к нему обращается его хозяин, по нахождению его iPhone в домашней сети Wi-Fi. Только так вы можете попросить Siri отправить SMS-сообщение кому-нибудь из списка своих контактов. С таким же успехом помощница прочтет входящие сообщения.

## Оборудование
В Apple HomePod используются 64-битный 2-ядерный микропроцессор Apple A8 ARM-архитектуры и комплекс чипов для обеспечения беспроводной связи Wi-Fi по технологии AirPlay 2. Так же он включает в себя шесть встроенных микрофонов, служащих для получения команд от пользователя и прослушивания любых звуков, окружающих прибор.

## Рекламная кампания
Компания Apple сняла рекламный ролик:
Затем на сайте adweek и в отдельном видео создатели рассказали о процессе съёмок.

## 2-е поколение HomePod
18 января 2023 года компания Apple анонсировала полноразмерную умную колонку HomePod 2-го поколения. Она основана на новом более мощном чем у оригинальной модели чипе Apple S7, впервые использованном в умных часах Apple Watch Series 7 (2021 года выпуска), и поддерживает улучшенный пространственный звук стандарта Dolby Atmos. Для передачи музыки с iPhone она использует чип Apple U1, а также поддерживает беспроводной протокол Thread и стандарт умного дома Matter, что позволяет этому динамику управлять совместимыми аксессуарами, причём не только от Apple.
Эта версия получила поумневший голосовой помощник Siri и новые датчики температуры и влажности, а в будущем обновлении программного обеспечения будет добавлено звуковое оповещение о задымлении и загазованности угарным газом.
По сравнению с моделью 1-го поколения она имеет меньше на два твитера и микрофона (пять высокочастотных динамиков вместо семи у исходной модели и пять микрофонов вместо семи у исходной модели) и поддерживает только стандарт Wi-Fi 4 (802.11n), в то время как оригинальная колонка поддерживал Wi-Fi 5 (802.11ac).
Внешне модель второго поколения похожа на первую, но немного короче — на 5 мм и немного легче — 2,34 кг против 2,49 кг, и имеет вогнутую сенсорную панель в верхней части устройства. Она может создавать стереопару с другой моделью 2-го поколения или использоваться в качестве динамиков для Apple TV 4K.

## Технические характеристики
| Модели                                     | Первое поколение                                   | Второе поколение                                           |
| ------------------------------------------ | -------------------------------------------------- | ---------------------------------------------------------- |
| Модели                                     |                                                    |                                                            |
| Дата выхода                                | 9 февраля 2018                                     | 3 февраля 2023                                             |
| Снят с производства                        | 12 марта 2021                                      | Производится                                               |
| Название модели - ID модели - номер модели | MQHV2LL/A                                          |                                                            |
| Система на чипе/в корпусе                  | Apple A8                                           | Apple S7                                                   |
| Сверхширокополосный чип                    | —                                                  | Apple U1                                                   |
| Оперативная память                         | 1 ГБ LPDDR3                                        |                                                            |
| Накопитель                                 | 16 ГБ NAND flash                                   |                                                            |
| Дисплей                                    | Светодиодная матрица, 272x340 (19 RGB-светодиодов) |                                                            |
| Динамики                                   | 7 высокочастотных динамиков                        | 5 высокочастотных динамиков                                |
| Динамики                                   | 4-дюймовый (10 см) низкочастотный динамик          |                                                            |
| Микрофоны                                  | 6 микрофонов                                       | 4 микрофона                                                |
| Модули связи                               | Wi-Fi 5 (802.11a/b/g/n/ac) с MIMO                  | Wi-Fi 4 (802.11a/b/g/n) с MIMO                             |
| Модули связи                               | Bluetooth 5.0                                      |                                                            |
| Модули связи                               | —                                                  | Thread                                                     |
| Датчики                                    | Акселерометр                                       | Распознавание звука, температура и влажность, акселерометр |
| Размеры                                    | 170 мм × 140 мм                                    | 168 мм × 140 мм                                            |
| Вес                                        | 2,5 кг                                             | 2,3 кг                                                     |
| Цвета                                      | Космический серый, белый                           | "Тёмная ночь", белый                                       |
| Изначальная операционная система           | audioOS 11.0.2                                     |                                                            |
| Текущая операционная система               | audioOS 16.2                                       |                                                            |